# Албешть (Бузеу)
Албешть, Албешті (рум. Albești) — село у повіті Бузеу в Румунії. Входить до складу комуни Смеєнь.
Село розташоване на відстані 89 км на північний схід від Бухареста, 19 км на південний схід від Бузеу, 99 км на південний захід від Галаца, 126 км на південний схід від Брашова.

## Населення
За даними перепису населення 2002 року у селі проживали 979 осіб, з них 978 осіб (99,9%) румунів. Усі жителі села рідною мовою назвали румунську.